# Olga Vasilievna Evdokimova
Pour les articles homonymes, voir Evdokimov.
Olga Vasilievna Evdokimova (en russe: Ольга Васильевна Евдокимова) (11 juillet 1896 à  Novorozhdestvenska - 10 février 1938 au goulag) est une martyre et sainte russe. Après avoir défendu l'église de son village de Novorozhdestvenska contre la fermeture imposée par les autorités soviétiques, elle est arrêtée par le NKVD, interrogée puis déportée au goulag, où elle meurt 4 mois après son arrivée. Elle est reconnue par l'Église orthodoxe avec le titre de martyre et sa mémoire est célébrée le 28 janvier.
Elle ne doit pas être confondue avec la martyre contemporaine, Olga Semyonovna Kosheleva.

## Biographie

### Jeunesse et mariage
Olga Evdokimova naît le 11 juillet 1896 dans le village de Novorozhdestvenska, dans la région de Moscou. Son père est un garde forestier dans le domaine du riche propriétaire terrien Ilyn, et elle se marie en 1905, à l'âge de 8 ou 9 ans. Son mariage prend place pendant la guerre russo-japonaise. Evdokimova obtient un diplôme de l'école communale, son époux devient un ouvrier dans une usine, puis gardien, et elle a deux enfants,.

### URSS et mort
En 1921, son époux meurt et elle devient veuve,,. Elle s'implique dans sa paroisse « saint Jean le Baptiste » à Novorozhdestvenska,, qui est sa paroisse dès son enfance,. Le 4 septembre 1937, Evdokimova est arrêtée par le NKVD, avec les prêtres, un psaltiste et le gardien de l'église,. Elle est transférée à la prison de Taganka à Moscou et interrogée le même jour. Elle aurait déclaré pendant son interrogation qu'elle avait choisi consciemment de s'opposer aux autorités athées soviétiques pour leur décision de fermer son église,,. Elle est notamment accusée d'avoir caché les clefs de l'église pour empêcher les autorités de s'emparer de l'édifice,,.
Le 17 octobre 1937, le NKVD la condamne à 10 ans de travaux forcés dans un camp de rééducation, et elle y est déportée,. Evdokimova y meurt en déportation environ 4 mois plus tard, le 10 février 1938. Elle est ensuite enterrée dans une tombe anonyme,.

## Postérité
Elle est considérée comme étant une martyre,, de l'Église orthodoxe et est célébrée le 28 janvier. Elle ne doit pas être confondue avec la martyre contemporaine, Olga Semyonovna Kosheleva.